# Гіоргцмінда (Душетский муниципалитет)
Гіоргцмінда (груз. გიორგწმინდა) — село в Грузії.
За даними перепису населення 2014 року в селі проживає 1 особа.